# Lonchoptera rava
Lonchoptera rava är en tvåvingeart som beskrevs av Ian David Whittington 1991. Lonchoptera rava ingår i släktet Lonchoptera och familjen spjutvingeflugor. Inga underarter finns listade i Catalogue of Life.